# Ахмедов, Багаудин Гаджиахмедович
Багаудин Гаджиахмедович Ахмедов (род. 07.06.1942, село Гезеркент Магарамкентского района, Дагестанская АССР — 26 октября 2009) — государственный, политический и общественный деятель Республики Дагестан, член Государственного Совета Республики Дагестан в 2002—2006 годах, Первый заместитель Председателя Правительства Республики Дагестан в 1994—2002 годах.

## Биография

### Происхождение
Ахмедов Багаудин Гаджиахмедович родился 7 июня 1942 года в с. Гезеркент Магарамкентского района.
Отец Ахмедов Гаджиахмед — инвалид Великой Отечественной войны 1 группы, мать Ахмедова Ифриз — домохозяйка.

### Образование
В 1949 году пошел в Касумкентскую среднюю школу. Учился отлично, был пионервожатым, секретарем комсомольской организации Касумкентской средней школы. Был награжден почетными грамотами райкома ВЛКСМ Касумкента.
В 1959 году окончил Касумкентскую среднюю школу и в этом же году поступил в Дагестанский государственный университет им. В. И. Ленина на исторический факультет.
Во время учебы был активным участником общественной жизни факультета и университета, являлся членом комитета комсомола университета. В 1964 году успешно окончил ДГУ.

### Карьера
- Учитель истории Куркентской средней школы (1964 г.)
- Секретарь райкома ВЛКСМ Касумкента (с 1-го января по август 1965 г.)
- В сентябре 1965 года был призван в ряды Советской армии. Багаудин Ахмедов вернулся с армии с отличной характеристикой.
- Заместитель заведующего обкомом ВЛКСМ ДАССР, секретарь идеологии обкома ВЛКСМ (с 1966 г.) Организовывал студенческие строительные отряды, был на передовом фронте ударных комсомольских строек, активизировал молодежь на массово-политическую работу. Был неоднократно награжден Почетными грамотами и медалями ЦК ВЛКСМ СССР.
- Заведующий идеологическим отделом горкома КПСС г. Махачкалы (с декабря 1972 г. по декабрь 1978 г.)
- Заведующий лекторским отделом областного комитета КПСС ДАССР (с 1978 г.)
- Заместитель заведующего отделом пропаганды и агитации обкома КПСС ДАССР (с 1983 г. до июня 1986 г.)
- Министр культуры ДАССР (в 1986 г.)
- Заведовал идеологическим отделом (объединенным отделом пропаганды, культуры и науки) областного комитета КПСС ДАССР (В 1989 г.).
- Первый заместитель председателя Верховного Совета Республики Дагестан (с 1990 до 1994 г.). Руководил группой по принятию Конституции Республики Дагестан.
- Первый заместитель Председателя Правительства Республики Дагестан (с 1994 г. по 2002 г.).
- Избран членом Государственного Совета Республики Дагестан (в 2002 г.).
- Проректор Дагестанского государственного педагогического университета (С 2004 г.).
- Присвоено почетное звание «Заслуженный деятель науки РД» (24.06.1997 г.).
- Действительный член Академии социальных наук (31.01.1995 г.).
- Кандидат исторических наук, доцент кафедры педагогики (2006 г.).

Умер в конце октября 2009 года. В 2024 году была выпущена книга воспоминаний «Мой главный человек», написанная его вдовой Инжилат Ахмедовой.

## Награды и звания
- Значок ЦК ВЛКСМ «За активную работу» 1 ноября 1967 г.
- Почетная грамота. Указ президиума Верховного Совета ДАССР, 28 октября 1968 г. «За заслуги в хозяйственном и культурном строительстве, активную работу по коммунистическому воспитанию подрастающего поколения и в связи с 50-летием ВЛКСМ».
- Юбилейная медаль «За доблестный труд» президиума Верховного Совета. К 100-летию В. И. Ленина, 14 апреля 1970 г.
- Медаль за трудовое отличие. Указ президиума Верховного Совета СССР. 17 апреля 1976 г.
- Указ президиума Верховного Совета Дагестанской АССР, 13 января 1981 г. «За активное участие в экономическом и социальном развитии республики и в связи с 60-летием Дагестанской Автономной Советской Социалистической Республики».
- Орден почета. Указ Президента России № 1382. 3 декабря 2001 г.
- Почетное звание «Заслуженный деятель науки РД» (24.06.1997 г.).
- Кандидат исторических наук, доцент кафедры педагогики (2006 г.).